# Mistrzostwa Europy U-17 w Piłce Nożnej 2024 (eliminacje)/Runda Kwalifikacyjna Grupa 13
W Grupie 13 eliminacji do Mistrzostw Europy U-17 2024 brały udział następujące zespoły:
- Andora U-17
- Bośnia i Hercegowina U-17
- Bułgaria U-17
- Węgry U-17

## Stadiony
Na podstawie:
| Budaörs          | Mapa miast-gospodarzy | Telki                 |
| ---------------- | --------------------- | --------------------- |
| Árok utcai pálya | BudaörsTelki          | Globall Football Park |
| Pojemność: 1 204 | BudaörsTelki          | Pojemność: 2 000      |
|                  | BudaörsTelki          |                       |

## Tabela
| Reprezentacja             | M | W | R | P | Br+ | Br- | +/- | Pkt. |
| ------------------------- | - | - | - | - | --- | --- | --- | ---- |
| Bułgaria U-17             | 3 | 2 | 1 | 0 | 4   | 2   | +2  | 7    |
| Węgry U-17                | 3 | 2 | 0 | 1 | 5   | 2   | +3  | 6    |
| Bośnia i Hercegowina U-17 | 3 | 1 | 1 | 1 | 5   | 4   | +1  | 4    |
| Andora U-17               | 3 | 0 | 0 | 3 | 1   | 7   | -6  | 0    |

## Wyniki
| 25 października 2023 13:00 CET | Bułgaria U-17 · Steven Gerard Gaote 6' | 1:1Raport | Bośnia i Hercegowina U-17 · 31' Pejić | Árok utcai pálya, Budaörs Sędzia: David Munro |
|                                |                                        |           |                                       |                                               |

| 25 października 2023 16:00 CET | Węgry U-17 · Kugyela 41' · Egri 90+4' | 2:0(1:0)Raport | Andora U-17 | Globall Football Park, Telki Sędzia: Stefan Ebner |
|                                |                                       |                |             |                                                   |

| 28 października 2023 13:00 CET | Bośnia i Hercegowina U-17 · Pejić 15' · Petrović 84' · Alajbegović 90+2' (k) | 3:0(1:0)Raport | Andora U-17 | Árok utcai pálya, Budaörs Sędzia: David Munro |
|                                |                                                                              |                |             |                                               |

| 28 października 2023 16:00 CET | Węgry U-17 | 0:1(0:1)Raport | Bułgaria U-17 · 23' Gigov | Globall Football Park, Telki Sędzia: Ashot Ghaltakhchyan |
|                                |            |                |                           |                                                          |

| 31 października 2023 16:00 CET | Bośnia i Hercegowina U-17 · Ignatkov 61' | 1:3(0:1)Raport | Węgry U-17 · 33', 47' Mondovics · 78' Barkóczi | Globall Football Park, Telki Sędzia: Stefan Ebner |
|                                |                                          |                |                                                |                                                   |

| 31 października 2023 16:00 CET | Andora U-17 · de Lima 45+3' | 1:2(1:2)Raport | Bułgaria U-17 · 16' Polendakov · 31' Givedzhov | Árok utcai pálya, Budaörs Sędzia: Ashot Ghaltakhchyan |
|                                |                             |                |                                                |                                                       |

## Strzelcy

### 2 gole
- Dragan Pejić

### 1 gol
- Daniel de Lima
- Kerim Alajbegović
- Sergej Ignatkov
- Dušan Petrović
- Steven Gerard Gaote
- Filip Gigov
- Denis Givedzhov
- Mihail Polendakov
- Barnabás Barkóczi
- Imre Egri
- Zalán Kugyela
- Kevin Mondovics